# Lista de vereadores de Vargem Alegre
Esta é a lista de vereadores de Vargem Alegre, município brasileiro do estado de Minas Gerais.
A câmara municipal de Vargem Alegre é formada por nove cadeiras.

## 7ª Legislatura (2021–2024)
Estes são os vereadores eleitos nas eleições de 15 de novembro de 2020, pelo período de 1° de janeiro de 2021 a 31 de dezembro de 2024:
| Mesa Diretora (2021-2022)        |                       |                        |                           |
| Nome                             | Início do mandato     | Fim do mandato         | Cargo                     |
| Cleber dos Reis Franco (PSD)     | 1º de janeiro de 2021 | 31 de dezembro de 2022 | Presidente da Câmara      |
| Francisco dos Reis Campos (PSD)  | 1º de janeiro de 2021 | 31 de dezembro de 2022 | Vice-presidente da Câmara |
| Marlise Almeida da Silveira (PV) | 1º de janeiro de 2021 | 31 de dezembro de 2022 | Secretária                |

|   | Nome                                                                                | Partido                                | Votos | %    | Observações |
| - | ----------------------------------------------------------------------------------- | -------------------------------------- | ----- | ---- | ----------- |
| 1 | Francisco dos Reis Campos, Chiquinho do Zé Crispim (Caratinga, 23.12.1982–)         | Partido Social Democrático (PSD)       | 301   | 6,59 | 1º mandato  |
| 2 | José Lafaiete Teixeira Godinho (Santa Maria do Suaçuí, 10.12.1974–)                 | Partido dos Trabalhadores (PT)         | 291   | 6,37 | 1º mandato  |
| 3 | Elisângela Macedo Delfino Campos, do Zé do Quito (Ipatinga, 04.12.1982–)            | Partido Social Democrático (PSD)       | 279   | 6,11 | 2º mandato  |
| 4 | Geraldo Paulo da Silva, Lalado Cardoso (Vargem Alegre, 28.12.1967–)                 | Movimento Democrático Brasileiro (MDB) | 257   | 5,63 | 1º mandato  |
| 5 | Cleber dos Reis Franco, Clebinho do Jether (2021-2022) (Vargem Alegre, 23.07.1969–) | Partido Social Democrático (PSD)       | 244   | 5,35 | 1º mandato  |
| 6 | Marlise Almeida da Silveira, do Bauer (Cotia, 12.01.1984–)                          | Partido Verde (PV)                     | 232   | 5,08 | 1º mandato  |
| 7 | Hélio Luiz Alves, Léo do João do Norte (Governador Valadares, 27.06.1966–)          | Partido Democrático Trabalhista (PDT)  | 188   | 4,12 | 2º mandato  |
| 8 | Joaquim Ovidio de Souza (Vargem Alegre, 21.09.1963–)                                | Partido Democrático Trabalhista (PDT)  | 185   | 4,05 | 2º mandato  |
| 9 | Alexandro Ofrásio de Jesus, Sandro Saborosa (Caratinga, 25.01.1973–)                | Partido Social Liberal (PSL)           | 149   | 3,26 | 1º mandato  |

## 6ª Legislatura (2017–2020)
Estes são os vereadores eleitos nas eleições de 2 de outubro de 2016, pelo período de 1° de janeiro de 2017 a 31 de dezembro de 2020:
| Mesa Diretora (2019-2020)       |                       |                        |                           |
| Nome                            | Início do mandato     | Fim do mandato         | Cargo                     |
| Joerso Marques Ferreira (PDT)   | 1º de janeiro de 2019 | 31 de dezembro de 2020 | Presidente da Câmara      |
| Sideney Machado Dias (DEM)      | 1º de janeiro de 2019 | 31 de dezembro de 2020 | Vice-presidente da Câmara |
| Eduardo do Amaral Franco (PSDB) | 1º de janeiro de 2019 | 31 de dezembro de 2020 | Secretário                |

| Mesa Diretora (2017-2018)           |                       |                        |                           |
| Nome                                | Início do mandato     | Fim do mandato         | Cargo                     |
| Eduardo do Amaral Franco (PSDB)     | 1º de janeiro de 2017 | 31 de dezembro de 2018 | Presidente da Câmara      |
| Hélio Luiz Alves (PDT)              | 1º de janeiro de 2017 | 31 de dezembro de 2018 | Vice-presidente da Câmara |
| Francisco de Oliveira Lisboa (PMDB) | 1º de janeiro de 2017 | 31 de dezembro de 2018 | Secretário                |

|   | Nome                                                                          | Partido                                            | Votos | %    | Observações |
| - | ----------------------------------------------------------------------------- | -------------------------------------------------- | ----- | ---- | ----------- |
| 1 | Maria Cecília da Costa Garcia, Cilinha (Vargem Alegre, 22.11.1961–)           | Partido Democrático Trabalhista (PDT)              | 374   | 7,63 | 1º mandato  |
| 2 | Eduardo do Amaral Franco, do Genício (Caratinga, 25.09.1982–)                 | Partido da Social Democracia Brasileira (PSDB)     | 322   | 6,57 | 2º mandato  |
| 3 | Elisângela Macedo Delfino, do Zé do Quito (Ipatinga, 04.12.1982–)             | Partido Progressista (PP)                          | 287   | 5,85 | 1º mandato  |
| 4 | José do Carmo Gomes, Cabeção (Vargem Alegre, 28.10.1969–)                     | Partido Progressista (PP)                          | 266   | 5,42 | 2º mandato  |
| 5 | Joerso Marques Ferreira, Jó do Carmo (2019-2020) (Vargem Alegre, 08.12.1971–) | Partido Democrático Trabalhista (PDT)              | 260   | 5,30 | 1º mandato  |
| 6 | Hélio Luiz Alves, Léo do João do Norte (Governador Valadares, 27.06.1966–)    | Partido Democrático Trabalhista (PDT)              | 258   | 5,26 | 1º mandato  |
| 7 | Joaquim Ovídio de Souza (Vargem Alegre, 21.09.1963–)                          | Partido da Social Democracia Brasileira (PSDB)     | 216   | 4,40 | 1º mandato  |
| 8 | Francisco de Oliveira Lisboa, Tisco (Vargem Alegre, 18.10.1966–)              | Partido do Movimento Democrático Brasileiro (PMDB) | 211   | 4,30 | 1º mandato  |
| 9 | Sideney Machado Dias, Taquari (Vargem Alegre, 08.05.1944–)                    | Democratas (DEM)                                   | 209   | 4,26 | 1º mandato  |

## 5ª Legislatura (2013–2016)
Estes são os vereadores eleitos nas eleições de 7 de outubro de 2012, pelo período de 1° de janeiro de 2013 a 31 de dezembro de 2016:
|   | Nome                                                                                        | Partido                                            | Votos | %    | Observações |
| - | ------------------------------------------------------------------------------------------- | -------------------------------------------------- | ----- | ---- | ----------- |
| 1 | José Elias de Campos Júnior, Juninho do Zé Crispim (2013-2014) (Vargem Alegre, 20.01.1979–) | Partido Renovador Trabalhista Brasileiro (PRTB)    | 304   | 5,90 | 1º mandato  |
| 2 | Eduardo do Amaral Franco, do Genício (Caratinga, 25.09.1982–)                               | Partido da Social Democracia Brasileira (PSDB)     | 300   | 5,82 | 1º mandato  |
| 3 | José do Carmo Gomes, Zé Cabeção (Caratinga, 28.10.1969–)                                    | Partido Social Liberal (PSL)                       | 291   | 5,65 | 1º mandato  |
| 4 | Euderlany Esteves dos Reis, Dedé do Arnóbio (Vargem Alegre, 18.09.1976–)                    | Partido Republicano Brasileiro (PRB)               | 272   | 5,28 | 1º mandato  |
| 5 | Nicodemos Machado Campos (2015-2016) (Vargem Alegre, 25.09.1983–)                           | Partido Social Liberal (PSL)                       | 269   | 5,22 | 1º mandato  |
| 6 | Kleber Gomes da Silva, Klebinho (Caratinga, 23.04.1973–)                                    | Partido Progressista (PP)                          | 259   | 5,03 | 1º mandato  |
| 7 | Silas Lucindo Gonçalves, Silão do João Miné (Vargem Alegre, 15.01.1979–)                    | Partido do Movimento Democrático Brasileiro (PMDB) | 234   | 4,54 | 1º mandato  |
| 8 | Raquel Ferreira da Silva Campos (Pedra Bonita, 30.11.1962–)                                 | Partido Socialista Brasileiro (PSB)                | 184   | 3,57 | 5º mandato  |
| 9 | Admilson de Andrade, Nenem da Ambulância (Coronel Fabriciano, 17.06.1977–)                  | Partido Progressista (PP)                          | 166   | 3,22 | 1º mandato  |

## 4ª Legislatura (2009–2012)
Estes são os vereadores eleitos nas eleições de 5 de outubro de 2008, pelo período de 1° de janeiro de 2009 a 31 de dezembro de 2012:
|   | Nome                                                                            | Partido                                            | Votos | %    | Observações |
| - | ------------------------------------------------------------------------------- | -------------------------------------------------- | ----- | ---- | ----------- |
| 1 | Jaconias de Almeida Franco Júnior, Juninho do Jaconias (Caratinga, 25.07.1973–) | Partido Verde (PV)                                 | 368   | 7,50 | 1º mandato  |
| 2 | Márcio de Oliveira Machado, do Taquari (2011-2012) (Vargem Alegre, 07.06.1980–) | Democratas (DEM)                                   | 266   | 5,42 | 1º mandato  |
| 3 | Arnóbio Reis (Vargem Alegre, 10.01.1939–)                                       | Partido Democrático Trabalhista (PDT)              | 222   | 4,52 | 3º mandato  |
| 4 | José Carlos Lopes, do Alho (Caratinga, 04.12.1965–)                             | Partido Trabalhista Brasileiro (PTB)               | 220   | 4,48 | 2º mandato  |
| 5 | Raquel Ferreira da Silva Campos (Pedra Bonita, 30.11.1962–)                     | Partido Socialista Brasileiro (PSB)                | 206   | 4,20 | 4º mandato  |
| 6 | Roberto Wagner de Andrade (Caratinga, 01.05.1963–)                              | Partido do Movimento Democrático Brasileiro (PMDB) | 192   | 3,91 | 3º mandato  |
| 7 | Robson Neves Franco, do Zito (Vargem Alegre, 07.10.1962–)                       | Partido da República (PR)                          | 165   | 3,36 | 1º mandato  |
| 8 | Geraldo Pereira Rodrigues, Geraldinho da Catarina (Vargem Alegre, 22.04.1965–)  | Partido Socialista Brasileiro (PSB)                | 128   | 2,61 | 1º mandato  |
| 9 | Gilbert Machado Franco, Gilberto (Vargem Alegre, 23.09.1955–Ipaba, 02.12.2009)  | Partido Democrático Trabalhista (PDT)              | 125   | 2,55 | 2º mandato  |

## 3ª Legislatura (2005–2008)
Estes são os vereadores eleitos nas eleições de 3 de outubro de 2004, pelo período de 1° de janeiro de 2005 a 31 de dezembro de 2008:
|   | Nome                                                                           | Partido                                            | Votos | %    | Observações |
| - | ------------------------------------------------------------------------------ | -------------------------------------------------- | ----- | ---- | ----------- |
| 1 | Gilbert Machado Franco, Gilberto (Vargem Alegre, 23.09.1955–Ipaba, 02.12.2009) | Partido Democrático Trabalhista (PDT)              | 267   | 5,81 | 1º mandato  |
| 2 | Vicente de Paula Melo, do João Luiz (Vargem Alegre, 13.05.1964–)               | Partido Liberal (PL)                               | 221   | 4,81 | 1º mandato  |
| 3 | Admilson de Andrade, Nenem da Ambulância (Coronel Fabriciano, 17.06.1977–)     | Partido da Social Democracia Brasileira (PSDB)     | 220   | 4,79 | 1º mandato  |
| 4 | Natan Alves Pessoa (Inhapim, 05.01.1953–)                                      | Partido do Movimento Democrático Brasileiro (PMDB) | 217   | 4,72 | 2º mandato  |
| 5 | Raquel Ferreira da Silva Campos (Pedra Bonita, 30.11.1962–)                    | Partido da Social Democracia Brasileira (PSDB)     | 210   | 4,57 | 3º mandato  |
| 6 | Onofre Teodoro da Silva, do PT (Caratinga, 21.12.1959–)                        | Partido dos Trabalhadores (PT)                     | 208   | 4,52 | 1º mandato  |
| 7 | Roberto Wagner de Andrade (Caratinga, 01.05.1963–)                             | Partido do Movimento Democrático Brasileiro (PMDB) | 207   | 4,50 | 2º mandato  |
| 8 | José Carlos Lopes, Zé Carlos (Caratinga, 04.12.1965–)                          | Partido Trabalhista Brasileiro (PTB)               | 161   | 3,50 | 1º mandato  |
| 9 | Ladir Silveira dos Reis, Dedé (Vargem Alegre, 22.12.1944–)                     | Partido do Movimento Democrático Brasileiro (PMDB) | 155   | 3,37 | 2º mandato  |

## 2ª Legislatura (2001–2004)
Estes são os vereadores eleitos nas eleições de 1º de outubro de 2000, pelo período de 1° de janeiro de 2001 a 31 de dezembro de 2004:
|   | Nome                                                             | Partido                                            | Votos | %    | Observações |
| - | ---------------------------------------------------------------- | -------------------------------------------------- | ----- | ---- | ----------- |
| 1 | Neudmar Ferreira Campos, Mário (Vargem Alegre, 27.01.1959–)      | Partido Socialista Brasileiro (PSB)                | 317   | 7,29 | 2º mandato  |
| 2 | Geraldo Neves dos Reis, Dadim (Vargem Alegre, 21.02.1952–)       | Partido Socialista Brasileiro (PSB)                | 249   | 7,29 | 2º mandato  |
| 3 | Raquel Ferreira da Silva Campos (Pedra Bonita, 30.11.1962–)      | Partido da Frente Liberal (PFL)                    | 209   | 4,80 | 2º mandato  |
| 4 | Roberto Wagner de Andrade (Caratinga, 01.05.1963–)               | Partido do Movimento Democrático Brasileiro (PMDB) | 189   | 4,34 | 1º mandato  |
| 5 | Natan Alves Pessoa (2003-2004) (Inhapim, 05.01.1953–)            | Partido do Movimento Democrático Brasileiro (PMDB) | 170   | 3,91 | 1º mandato  |
| 6 | Henriqueta Maria Dias Campos Franco (Vargem Alegre, 03.06.1954–) | Partido da Social Democracia Brasileira (PSDB)     | 149   | 3,42 | 1º mandato  |
| 7 | Arnóbio Reis (2001-2002) (Vargem Alegre, 10.01.1939–)            | Partido da Frente Liberal (PFL)                    | 143   | 3,29 | 2º mandato  |
| 8 | Marcos Arcanjo dos Reis Neves (Vargem Alegre, 29.09.1961–)       | Partido Socialista Brasileiro (PSB)                | 136   | 3,13 | 1º mandato  |
| 9 | Amarildo Ferreira Lopes (Santana do Paraíso, 06.06.1962–)        | Partido Socialista Brasileiro (PSB)                | 110   | 2,53 | 1º mandato  |

## 1ª Legislatura (1997–2000)
Estes são os vereadores eleitos nas eleições de 3 de outubro de 1996, pelo período de 1° de janeiro de 1997 a 31 de dezembro de 2000:
|   | Nome                                                           | Partido                                            | Votos | %    | Observações |
| - | -------------------------------------------------------------- | -------------------------------------------------- | ----- | ---- | ----------- |
| 1 | Josefino de Souza Franco (Vargem Alegre, 17.10.1949–)          | Partido do Movimento Democrático Brasileiro (PMDB) | 248   | 6,88 | 1º mandato  |
| 2 | Geraldo Neves dos Reis (Vargem Alegre, 21.02.1952–)            | Partido Liberal (PL)                               | 178   | 4,94 | 1º mandato  |
| 3 | Arnóbio Reis (1997-1998) (Vargem Alegre, 10.01.1939–)          | Partido da Frente Liberal (PFL)                    | 167   | 4,63 | 1º mandato  |
| 4 | Neudmar Ferreira Campos (Vargem Alegre, 27.01.1959–)           | Partido Socialista Brasileiro (PSB)                | 167   | 4,63 | 1º mandato  |
| 5 | Ladir Silveira dos Reis (Vargem Alegre, 22.12.1944–)           | Partido do Movimento Democrático Brasileiro (PMDB) | 166   | 4,61 | 1º mandato  |
| 6 | Carmem Miranda da Mata Campos                                  | Partido do Movimento Democrático Brasileiro (PMDB) | 145   | 4,02 | 1º mandato  |
| 7 | Raquel Ferreira da Silva Campos (Pedra Bonita, 30.11.1962–)    | Partido da Frente Liberal (PFL)                    | 143   | 3,97 | 1º mandato  |
| 8 | Silas Machado Franco                                           | Partido da Social Democracia Brasileira (PSDB)     | 126   | 3,50 | 1º mandato  |
| 9 | Galdino Rodrigues Campos (1999-2000) (Ubaporanga, 17.07.1944–) | Partido do Movimento Democrático Brasileiro (PMDB) | 104   | 2,89 | 1º mandato  |

## Legenda
| cor  | significado          |
| Bege | Presidente da Câmara |
| Azul | Suplente             |